# Maison Le Seigneur d'Amay
La maison Le Seigneur d'Amay, maison d'Ama ou maison d'Amay, est un hôtel particulier classé, érigé vers 1544 et situé dans Le Carré à Liège en Belgique.

## Localisation
Cet hôtel particulier se compose de deux maisons situées aux nos 10 et 12 de la rue d'Amay, une voie du piétonnier de Liège située dans Le Carré entre les rues Pont d'Avroy et du Pot d'Or.

## Origine
Le commanditaire et premier propriétaire de cet bâtisse est le procureur Thiry de Noville vers 1544. Cette maison a été ensuite habitée au début du XVIIe siècle par Jean d'Ama qui fut bourgmestre de Liège de 1619 à 1620 et de 1624 à 1625. C'est lui qui donna son nom à la maison et à la rue.

## Conception
La maison principale sise au no 10 est une construction en L avec une cour protégée de la rue par un mur percé d'un portail de style néo-classique construit à la fin du XVIIIe siècle. Une tourelle ronde se dresse à l'angle des deux ailes donnant sur la cour. 
La seconde maison sise au no 12 est un bâtiment assez étroit de plan rectangulaire et comptant deux travées.
Ces deux demeures érigées vers 1544 comptent parmi les constructions particulières les plus anciennes de la ville de Liège dont les habitations non religieuses furent pratiquement toutes détruites en 1468 quand les troupes de Charles le Téméraire mirent à sac la ville.

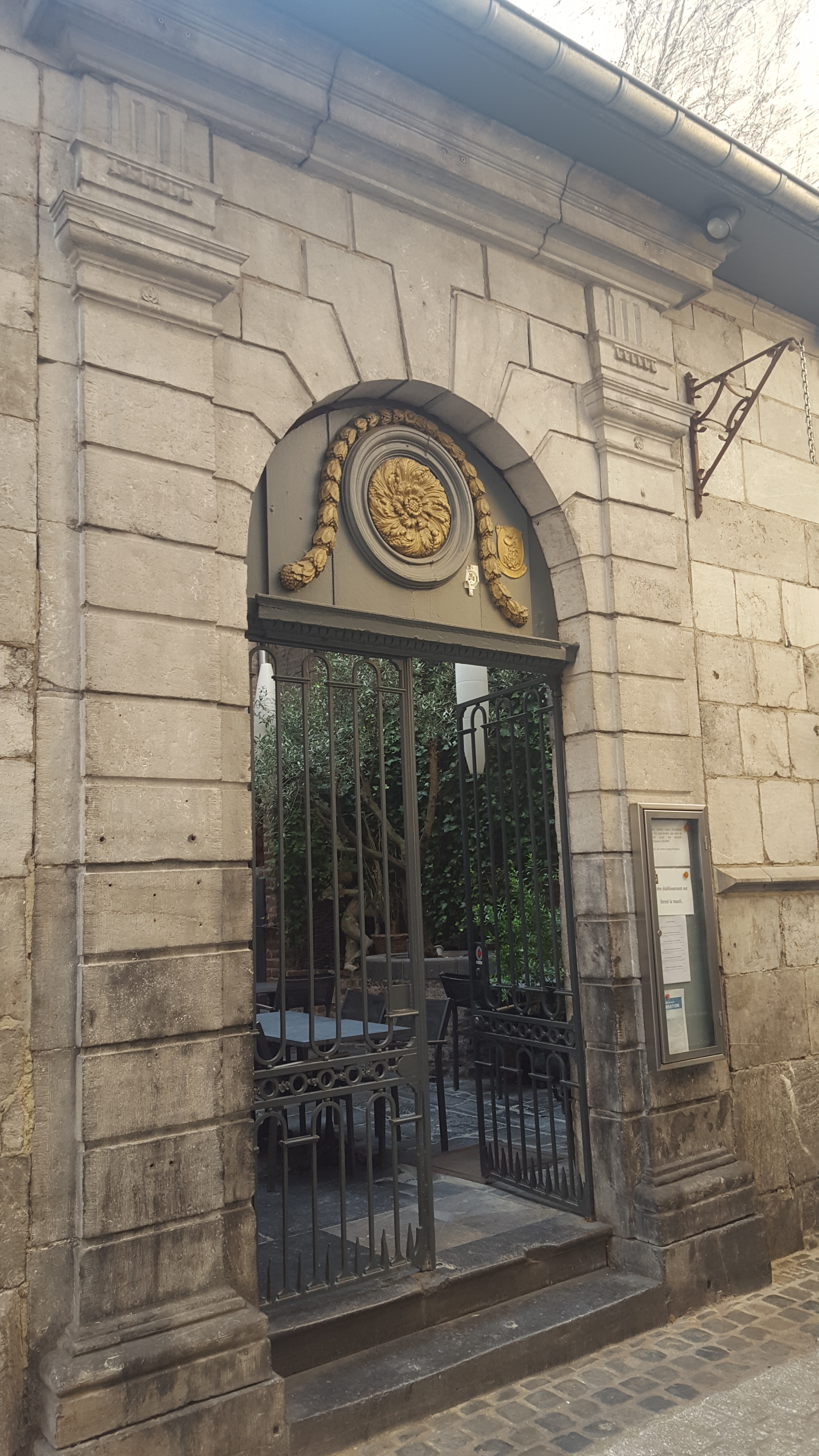
Portail, rue d'Amay 10

## Classement
La maison Le Seigneur d'Amay est reprise sur la liste du patrimoine immobilier classé de Liège depuis 1943.